# Proboštství Česká Lípa
Proboštství plaských cisterciáků v České Lípě existovalo v letech 1253–1786.

## Historie
V roce 1253 založili na jižním předměstí České Lípy cisterciáci z Plas vedeni opatem Gerhartem filiální dům svého kláštera – proboštství. Areál zahrnoval samotnou budovu a kostel sv. Máří Magdaleny. Existence proboštství se ukázala být poměrně problematickou, mimo jiné kvůli značné vzdálenosti od mateřského kláštera.
V roce 1345 byl při kostele a proboštství založen špitál, o který se starali cisterciáci z kláštera v Hradišti nad Jizerou. Za husitských válek byly proboštství i kostel vypáleny a pobořeny. Znovu obsazeno mnichy bylo až na konci 15. století. V roce 1518 byl kostel opraven (stavitel Benedikt Rejt, z této doby pochází pozoruhodná klenba v presbytáři), ale když roku 1580 vyhořel, musel být znovu opraven. Barokní úpravy následovaly pak roku 1697 a roku 1759. Po obnově však už žádné významnější období rozkvětu nenastalo. Českolipští měšťané se navíc přiživovali na polích a loukách, jejichž výnosy byly původně určeny na vydržování proboštství a svatomagdalenského kostela. Z té doby také pochází dohoda cisterciáků s českolipskými augustiniány, aby tito ve stanovené dny v kostelíku sv. Máří Magdaleny konali bohoslužby.
Lze však říci, že i v této době určitá cisterciácká tradice v České Lípě existovala – českolipský rodák Josef Elbel v 18. století vstoupil do cisterciáckého kláštera v Oseku, a následně v letech 1776–1798 byl – jako Mauritius Elbel – jeho opatem. V Oseku působil také další cisterciák původem z České Lípy, Nivard Sommer. Jiný českolipský rodák – Konrad Proche, byl opatem cisterciáckého kláštera Neuzelle.
V roce 1756 nechal plaský opat Fortunát Hartmann budovu proboštství renovovat. V roce 1785 císař Josef II. však plaský klášter zrušil, a v následujícím roce zanikla i tato jeho českolipská filiálka. Proboštství bylo císařem Josefem II. zrušeno a kostel se stal filiálním k městské farnosti. Kostelík koupil hrabě Michal Kounic, a budova proboštství pak až do poloviny 20. století sloužila jako byty. Změna nastala až v 60. letech 20. století, kdy do této budovy bylo přeneseno sídlo českolipské městské farnosti. Tomuto účelu slouží budova dodnes. V kostelíku sv. Máří Magdaleny jsou pravidelné bohoslužby.